# Arthur Lehmann (Politiker, 1885)

Arthur Lehman

Arthur Hermann Richard Robert Lehmann (* 21. September 1885 in Neumünster; † 19. Juni 1945 in Wernigerode) war ein deutscher Politiker (NSDAP).

## Leben und Wirken
Nach dem Besuch der neunklassigen Mittelschule in Neumünster absolvierte Arthur Lehmann eine vierjährige kaufmännische Lehre, die durch den Besuch der Handelsschule ergänzt wurde.
Von 1914 bis 1918 nahm Lehmann mit der 8. Kompanie des Reserveinfanterie-Regiments 258 und der 11. Kompanie des Reserveinfanterie-Regiments 28 am Ersten Weltkrieg teil. Im Krieg wurde er als Telephontruppführer eingesetzt und mit dem Eisernen Kreuz II. Klasse ausgezeichnet. Von September 1918 bis 1919 befand er sich in Kriegsgefangenschaft. Von den deutschen offiziellen Stellen wurde er zu dieser Zeit als „vermisst“ geführt.
Zum 1. Oktober 1930 trat Lehmann in die NSDAP ein (Mitgliedsnummer 321.852). In dieser engagierte er sich zunächst als Zellenleiter, Kassenleiter und Leiter des Gau-Revisionsabteilung. Im Mai 1936 wurde er Gauamtsleiter im Gau Köln-Aachen. 1943 wurde er Gauhauptamtsleiter sowie Oberbereichsleiter der Partei.
Von April 1938 bis zum Ende der NS-Herrschaft im Frühjahr 1945 saß Lehmann als Abgeordneter für den Wahlkreis 20 (Köln-Aachen) im nationalsozialistischen Reichstag.
Kurz nach dem Ende des Zweiten Weltkriegs tötete Lehmann sich durch Selbsterschießung.